# Marcos José Konder Reis
Marcos José Konder Reis (Itajaí, 15 de dezembro de 1922 - Rio de Janeiro, 11 de setembro de 2001) foi um poeta brasileiro.

## Vida
Filho de Oswaldo Reis e Elizabeth Konder Reis, era irmão do político Antônio Carlos Konder Reis e sobrinho dos políticos Marcos Konder, Adolfo Konder, Vítor Konder e do diplomata Arno Konder.
Foi professor de Aerodinâmica e Mecânica Técnica, na Escola de Especialistas de Aeronáutica, de 1945 a 1950. Atuou também como representante do governo de Santa Catarina junto às repartições federais no Rio de Janeiro e prestou serviços ao Departamento Cultural do Itamaraty.

## Modernismo
Autor de vasta obra poética. Pertenceu à Geração de 45, ao lado de Paulo Mendes Campos, Ledo Ivo e João Cabral de Melo Neto. Críticos literários e ensaístas como Tristão de Athayde, Sérgio Milliet e Sérgio Buarque de Holanda eram apreciadores de sua obra.

## Obras[3]
- Intróito. Rio de Janeiro: Jornal do Comércio, 1944.
- Tempo e Milagre. Rio de Janeiro: Pongetti, 1944.
- David. Rio de Janeiro: Pongetti, 1946.
- Apocalipse. Rio de Janeiro: Pongetti, 1947.
- Menino de Luto. Rio de Janeiro: Pongetti, 1947.
- Praia Brava. Rio de Janeiro: Cátedra, 1947.
- O Templo da Estrela. Rio de Janeiro: Pongetti, 1948.
- Herança. Rio de Janeiro: Pongetti, 1952.
- O Muro Amarelo. Rio de Janeiro: José Álvaro, 1965.
- Armadura do Amor. Rio de Janeiro: Orfeu, 1966.
- Praça da Insônia. Rio de Janeiro: Orfeu, 1968.
- O Pombo Apunhalado. Rio de Janeiro: Orfeu, 1968.
- Teoria do Vôo. Rio de Janeiro: Orfeu, 1969.
- Antologia Poética. Rio de Janeiro: Leitura, 1971.
- A Figueira Maldita. Rio de Janeiro: Cátedra, 1972.
- Caminho de Pandorgas. Rio de Janeiro: Ebrasa, 1972.
- Sol dos Tristes e Caporal Douradinho. Rio de Janeiro: Martins; Brasília: MEC, 1976.
- Santa Catarina – terra e gente. Coleção “Imagem do Brasil”. Rio de Janeiro: Image, 1976. (com Hoyêdo de Gouvêa Lins e Domingos Cavalcanti).
- Campo de Flechas. Rio de Janeiro: Cátedra, 1978.
- O Irmão da Estrada. Florianópolis: Lunardelli/INL, 1979.
- Sete Agonias. Florianópolis: Lunardelli, 1982.
- A Bola Encantada. Rio de Janeiro: Cátedra, 1983.
- Praia Brava. Rio de Janeiro: Cátedra/INL, 1983.
- Sete Irmãos Macabeus. Rio de Janeiro: Sanfona, 1985.
- A Cruz Vazia na Encruzilhada. Rio de Janeiro: Cátedra, 1985.
- O Vagabundo Iluminado. Rio de Janeiro: Cátedra, 1986.
- Três Partituras. Rio de Janeiro: Cátedra, 1988.
- Brasil Quando José. Rio de Janeiro: Cátedra, 1988.
- Antologia Poética (seleção de Walmir Ayala). Rio de Janeiro: Ediouro, 1992.
- Marcos Konder Reis – poesia. Itajaí: Oficina da Palavra, 2003. (antologia - póstuma).
- Um privilégio de pássaros (poemas selecionados). Blumenau: Nauemblu, 2008. (póstuma)
- Curtição da Bíblia. (inédito).
- Minha História da Alma. (inédito).
- José do Egito. (teatro) (inédito).